# Frederik Bouttats II

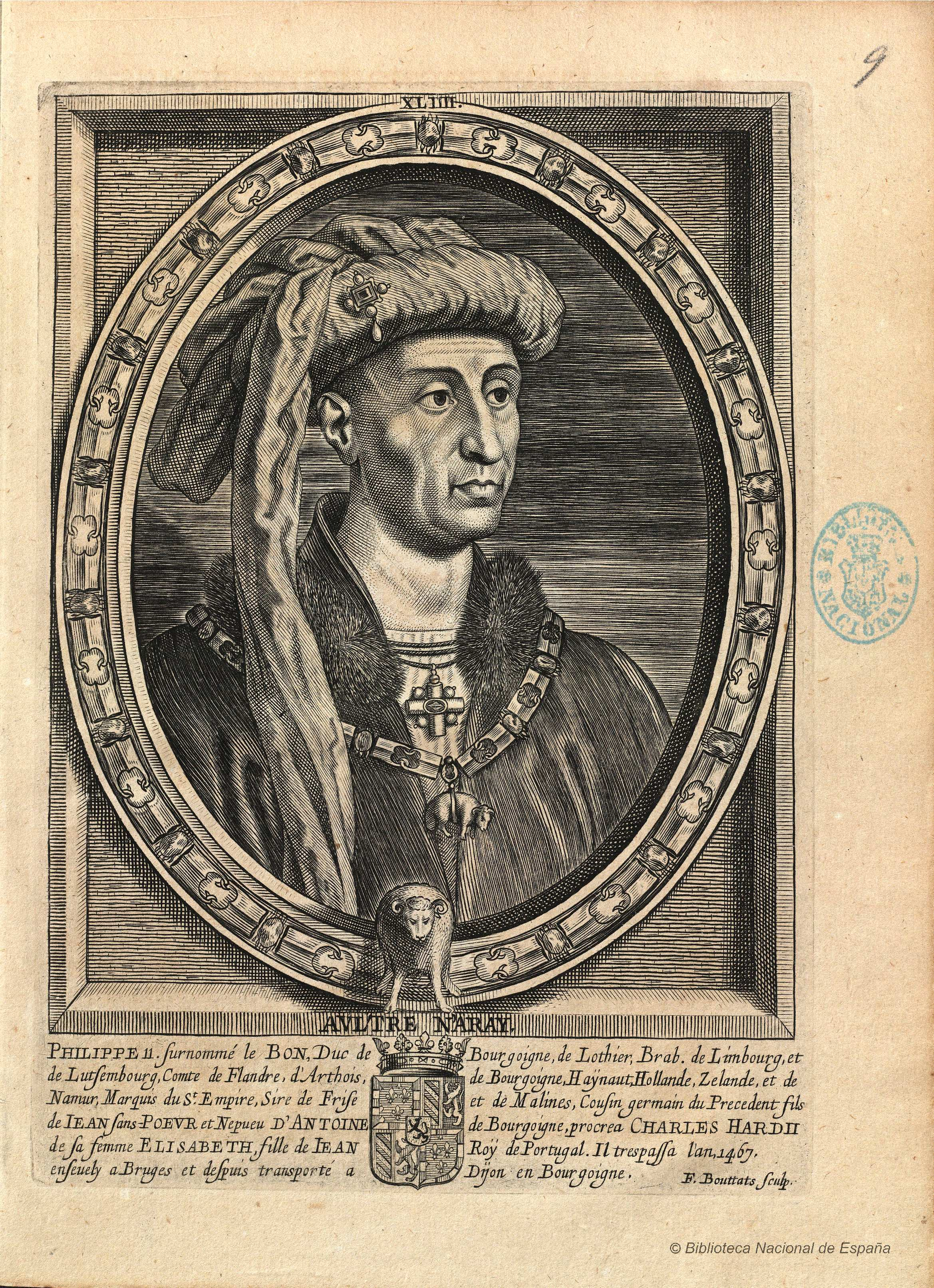
Felipe el Bueno, grabado de la serie Brevis et succinta synopsis rerum memorabilium bello et pace gestarum ab serenissimis Lotharingiae Brabantiae Limburgi DUCIBUS, 1672, firmado «F. Bouttats sculp.» Biblioteca Nacional de España

Frederik Bouttats II (Amberes, 1621-1676/1677) fue un grabador flamenco a punta seca y buril.

## Biografía y obra
Hijo del pintor Frederik Bouttats I y de su primera esposa, Mathilde de Wouwere, fue bautizado en Amberes el 11 de mayo de 1621. Hermano mayor de Gaspar y Gerard Bouttats, habría sido el verdadero iniciador de la saga familiar de grabadores a la que también pertenecen su propio hijo y discípulo, Frederik Bouttats III, que firmó «Fred Boutttats iunior» el retrato del papa Clemente IX por pintura de Nicolás Poussin, August y el más joven de todos ellos, Pieter Balthazar Bouttats. En 1641 firmó el retrato de Hermannus Tegularius, ecclesie Delphinensis pastor, y en 1643 se registró en el gremio de San Lucas en 1643 como wynmeester o hijo de artista, figurando en sus registros hasta el curso 1676-1677 cuando consta el pago de la deuda por fallecimiento. Según alguna antigua biografía habría sido padre de cuatro hijas y veinte hijos, de los que doce habrían sido grabadores aunque no se dan los nombres de estos y la veracidad de la información es dudosa.
Grabó, principalmente retratos, por pinturas de David Rijckaert y Jan-Baptiste van Heil (entre ellas sus propios autorretratos para el Het gulden cabinet de Cornelis de Bie), o por dibujo propio (como los retratos póstumos de Felipe el Bueno y Carlos el Temerario, este por pintura que la estampa atribuye a Jan van Eyck) y en menor medida ilustraciones de literarias (una ilustración para Las metamorfosis de Ovidio) y estampas de reproducción de obras de Peter Paul Rubens (Adoración de los pastores).